# Buey Arriba
Buey Arriba è un comune di Cuba, situato nella provincia di Granma.